# NGC 2646
NGC 2646 ist eine Linsenförmige Galaxie vom Hubble-Typ SB0 im Sternbild Giraffe am Nordsternhimmel. Sie ist schätzungsweise 170 Millionen Lichtjahre von der Milchstraße entfernt und hat einen Durchmesser von etwa 65.000 Lichtjahren. 

Gemeinsam mit NGC 2614, NGC 2629, IC 520 bildet sie die IC 520-Gruppe.
Das Objekt wurde am 27. Juli 1883 von Ernst Wilhelm Leberecht Tempel  entdeckt.